# Glusjnik
Glusjnik (bulgariska: Глушник) är ett distrikt i Bulgarien.   Det ligger i kommunen Obsjtina Sliven och regionen Sliven, i den centrala delen av landet, 260 km öster om huvudstaden Sofia.
I omgivningarna runt Glusjnik växer i huvudsak lövfällande lövskog. Runt Glusjnik är det ganska tätbefolkat, med 96 invånare per kvadratkilometer.